# Бартов, Ханох
Ханох Барто́в (ивр. חנוך ברטוב‎, фамилия при рождении Гельфготт, ивр. הֶלְפְגוֹט‎; 13 августа 1926, Петах-Тиква — 13 декабря 2016, Рамат-Авив) — израильский писатель. Бартов, известный как романист, автор рассказов, драматург, биограф, переводчик и публицист, многие из своих произведений посвятил жизни и судьбам первого поколения израильтян — участников Войны за независимость Израиля и последующей большой алии. Лауреат многочисленных национальных литературных премий, включая премию имени Бялика и Премию Израиля.

## Биография
Ханох Гельфготт (в 1956 году ивритизировавший фамилию в Бартов) родился в 1926 году в Петах-Тикве. Его родители были уроженцами Калишской губернии, эмигрировавшими в Палестину в 1924 году. В 15 лет он начал работать шлифовщиком бриллиантов, чтобы помочь семье, а в 17 лет поступил в британскую армию и проходил службу в Еврейской бригаде. Он участвовал в боевых действиях в Италии и Нидерландах. По окончании Второй мировой войны Гельфготт изучал историю, социологию и демографию еврейского народа в Еврейском университете в Иерусалиме. В 1948—1949 годах он принимал участие в Войне за независимость Израиля в окрестностях Иерусалима. С 1949 года он проживал в кибуце Эйн-ха-Хореш.
Первый рассказ Ханоха увидел свет, когда ему было 19 лет и он ещё был солдатом британской армии. В 1953 году вышел его первый роман — «Расчёт и душа», рассказывавший о процессе адаптации израильской молодёжи, вернувшейся с войны, к новой мирной жизни (профессор-литературовед Авнер Хольцман называет его «первым романом об израильском потерянном поколении»). В следующем году была опубликована повесть «У каждого по шесть крыльев» об абсорбции репатриантов, прибывающих в Израиль в начале 1950-х годов. Впоследствии Бартов переработал эту повесть в пьесу, с успехом шедшую на израильской сцене.
В 1956 году Бартов занял должность ночного редактора газеты «Ла-мерхав» и после двух лет в этом качестве отправился в 1958 году в США в качестве корреспондента этой газеты. Два года пребывания в США обеспечили его материалом для книги путевых очерков «Четыре израильтянина и вся Америка». После возвращения в Израиль Бартов в течение 11 лет входил в редакционную коллегию «Ла-мерхав», одновременно ведя в этой газете авторскую колонку, а в 1965—1966 и 1969—1972 годах был также членом дирекции израильского Управления телевидения и радиовещания. В эти годы вышли книги «Возмужание» и «Мальчик, ты чей?», в основу которых легли события собственной биографии писателя; первая из этих книг рассказывала об участии во Второй мировой войне солдат Еврейской бригады и о Катастрофе европейского еврейства, вторая — о детстве автора, проведенном в Петах-Тикве. С конца 1950-х по начало 1970-х годов Бартов также активно занимался переводческой деятельностью — в его переводе на иврит выходили книги Доди Смит («Сто один далматинец»), Грэма Грина («Путешествие с моей тётушкой»), исследования о войне в Конго и о чёрных мусульманах.
С 1971 по 1990 год Ханох Бартов был колумнистом газеты «Маарив», в 1976—1980 годах также возглавляя Международный театральный центр в Израиле, а в 1988—1991 годах общественный совет театра «Гешер». С 1985 по 1992 год он входил в правление общества «Искусство народу», в том числе в 1990—1992 годах как его председатель. В 1978 году увидела свет одна из его знаковых работ — биография начальника Генштаба ЦАХАЛа Давида Элазара «Дадо: 48 лет и 20 дней», особое внимание в которой было уделено событиям войны Судного дня. В 1974 году Бартов был удостоен премии премьер-министра Израиля, а в 1985 году — литературной премии имени Бялика.
С 1990 по 1995 год Бартов был председателем израильского центра ПЕН-клуба. В 2000-е годы вышли его книги «От конца до конца» — история отношений мужчины и женщины на фоне 50-летней истории Израиля — и «За горизонтом, через улицу» — документальная работа о восприятии феномена Холокоста в Израиле. В 1998 году Бартов стал лауреатом премии президента Израиля, в 2006 году получил вторую премию премьер-министра Израиля и, наконец, в 2010 году — Премию Израиля в области литературы.
В 2013 году вышел в свет последний сборник рассказов Бартова — «Чтение вслепую». Бартов умер в декабре 2016 года в Рамат-Авиве в возрасте 90 лет, оставив после себя жену — профессора Михаль Орен-Бартов, сына — историка Омера Бартова, дочь — профессора психологии Гилат Буркхарт и пятерых внуков. Он был похоронен на кладбище кибуца Эйн-ха-Хореш.

### Книги
- 1953 — Расчёт и душа[13]
- 1954 — У каждого по шесть крыльев[13]
- 1957 — Маленький базар[13] (сборник рассказов)
- 1961 — Четверо израильтян и вся Америка[13] (путевые заметки)
- 1962 — Сердце мудрецов (сборник новелл)
- 1965 — Возмужание[13]
- 1969 — Израильтяне при дворе Святого Джеймса
- 1970 — Мальчик, ты чей?[13]
- 1973 — Дальняя родственница (сборник рассказов)
- 1975 — Лжепророк
- 1978 — Дадо: 48 лет и 20 дней
- 1980 — Маленький еврей (сборник рассказов)
- 1984 — В середине романа
- 1988 — Под знаком оленя (сборник рассказов)
- 1988 — Ярмарка в Москве (путевые заметки)
- 1990 — Это говорит Ишель
- 1992 — Смерть на Пурим (сборник рассказов)
- 1994 — Одной ногой снаружи
- 1995 — Я не мифический сабра: писатели, книги и творчество
- 2001 — Излитое сердце (новелла и рассказ)
- 2003 — От конца до конца
- 2006 — За горизонтом, через улицу
- 2008 — Вырасти и писать в Земле Израильской (эссе)
- 2013 — Чтение вслепую (сборник рассказов)

### Пьесы
- 1958 — У каждого по шесть крыльев
- 1963 — Поезжай домой, Ионатан[13]

## Награды
Ханох Бартов — почётный доктор Тель-Авивского университета с 2005 года и почётный член Междисциплинарного центра в Герцлии с 2008 года. В 2009 году ему было присвоено звание почётного гражданина Петах-Тиквы. Бартов был лауреатом следующих литературных премий:
- 1954 — премия им. Усышкина (за книгу «У каждого по шесть крыльев»)
- 1965 — премия им. Шлёнского (за книгу «Возмужание»)
- 1974 — премия премьер-министра Израиля
- 1978 — военно-литературная премия имени Ицхака Саде (за книгу «Дадо: 48 лет и 20 дней»)
- 1985 — премия имени Бялика (за книгу «В середине романа»)
- 1998 — премия президента Израиля
- 2006 — премия премьер-министра Израиля
- 2006 — Иерусалимская премия имени Шая Агнона (за книгу «От конца до конца»)
- 2006 — премия Бухмана от музея «Яд ва-Шем» (за книгу «За горизонтом, через улицу»)
- 2007 — премия АКУМ за дело жизни
- 2010 — Премия Израиля в области литературы